# القصر الملكي (سنار)
القصر الملكي بسنار، هو القصر الملكي الذي بناه السلطان بادي الثاني (أبو دقن) ليكون مقرا لحكم سلاطين الفونج.

## وصف القصر
يتكون القصر من خمس طوابق، واشتهر القصر بمدخله العالي المزخرف بالزخارف الإسلامية كما ذكر بأن القصر يحيط به جدار عالي من الطوب الأخضر، بالإضافة إلى وجود قاعة عرش كبيرة مبلطة ببلاطات ملونة، وغطيت أرضية قاعة العرش الخالية من الأثاثات بالسجاجيد. كما كانت فيه بيوت الحريم وديوان الجلوس حيث كان هناك ديوانان أحدهما خارج عن القصر الكبير بينما الآخر داخل القصر، وله حائط كبير به تسعة أبواب خصص لكل واحد من كبراء الدولة باباً، كما خصص لكل منهم ديواناً، أما الباب التاسع فقد خصص للملك أو ولد عجيب، وجميع هذه الأبواب تفتح في حائط واحد مستقيم وأمامها سقيفة بها عمدان وبها دكة عالية تعرف (بدكة من ناداك) وهي تعني المكان المخصص لسماع الشكوى.

## القصر حاليا
حاليا أصبح القصر مهدما، فتنقلات العاصمة وبناء الخزان تسببت في إخفاء  آثار سنار وقصورها.